# Церковь Святого Николая (Старе-Место)
Об одноимённом храме в другом районе Праги см. Церковь Святого Николая (Мала-Страна)
Церковь Святого Микулаша, Церковь Святого Николая (чеш. Kostel sv. Mikuláše) — храм на Староместской площади в Праге, монументальное религиозное сооружение, в настоящее время — главный храм Чехословацкой гуситской церкви.
Нынешняя церковь стоит на месте одного из самых древних религиозных сооружений города, упоминаемого с 1273 года. Церковь неоднократно перестраивалась, последний раз в 1732—1737 годах по проекту архитектора Килиана Динценхофера. Антонин Браун — автор статуй у главного портала, а баварец Космас Дамиан Азам — автор фресок. В позолоченом интерьере — орган с фигурами ангелов в золочёных драпри, витражи с изображениями святого Вацлава и святого Николая.
С 1870 по 1914 год храм арендовался Русской православной церковью. С 1901 до 1914 года настоятелем храм был протоиерей Николай Рыжков.
Одной из главных достопримечательностей храма является хрустальная люстра (хорос), подаренная русским императором Александром II. Люстра была изготовлена на знаменитой Гарраховской стекольной мануфактуре и выполнена в форме императорской короны.
Во время Пражского восстания в 1945 году церковь использовалась чешскими партизанами как тайное место для Радио Прага, так как главное здание радио подверглось нападению Ваффен-СС.
На православные Рождество и Пасху вокруг храма проходит крестный ход.